# 刺牡蛎
刺牡蛎（学名：Saccostrea kegaki）是牡蛎科囊牡蛎属的一种。

## 分佈
主要分布于韩国、台湾（包括金門及馬祖），常栖息在潮间带岩礁。

## 外部連結
- 維基物種上的相關：刺牡蛎